# HD 208487 b
HD 208487 b, o anche Mintome è un pianeta extrasolare che orbita attorno alla stella HD 208487, nella costellazione della Gru. Scoperto nel settembre del 2004 grazie all'indagine astronomica Anglo-Australian Planet Search con il metodo della velocità radiale, orbita attorno alla stella madre in circa 130 giorni ad una distanza media di 0,51 UA. Si tratta di un gigante gassoso avente una massa minima del 40% di quella di Giove.